# Petrolia (Pennsilvània)
Petrolia és una població dels Estats Units a l'estat de Pennsilvània. Segons el cens del 2000 tenia 218 habitants.

## Demografia
Segons el cens del 2000, Petrolia tenia 218 habitants, 89 habitatges, i 64 famílies. La densitat de població era de 210,4 habitants/km².
Dels 89 habitatges en un 29,2% hi vivien nens de menys de 18 anys, en un 53,9% hi vivien parelles casades, en un 11,2% dones solteres, i en un 27% no eren unitats familiars. En el 20,2% dels habitatges hi vivien persones soles el 6,7% de les quals corresponia a persones de 65 anys o més que vivien soles. El nombre mitjà de persones vivint en cada habitatge era de 2,45 i el nombre mitjà de persones que vivien en cada família era de 2,8.
Per edats la població es repartia de la següent manera: un 21,1% tenia menys de 18 anys, un 8,3% entre 18 i 24, un 34,4% entre 25 i 44, un 23,9% de 45 a 60 i un 12,4% 65 anys o més.
L'edat mediana era de 38 anys. Per cada 100 dones de 18 o més anys hi havia 93,3 homes.
La renda mediana per habitatge era de 29.821 $ i la renda mediana per família de 37.708 $. Els homes tenien una renda mediana de 31.875 $ mentre que les dones 23.750 $. La renda per capita de la població era de 17.358 $. Entorn del 8,5% de les famílies i el 14,5% de la població estaven per davall del llindar de pobresa.

## Poblacions més properes
El següent diagrama mostra les poblacions més properes.